# Aeropuerto Internacional de Charleston
El Aeropuerto Internacional de Charleston (IATA: CHS, OACI: KCHS, FAA LID: CHS) es un aeropuerto civil y militar localizado en la ciudad de North Charleston en el condado de Charleston, Carolina del Sur, Estados Unidos. El aeropuerto tiene dos pistas de aterrizaje y es operado en conjunto con la Base de la Fuerza Aérea Charleston. Es el aeropuerto más ocupado de Carolina del Sur con más de 106 vuelos al día. Se estima que más de 4,000 personas pasan por el aeropuerto en un día normal y alrededor de 6,000 en temporadas festivas.

## Aerolíneas y destinos

### Pasajeros
| Aerolíneas           | Destinos |
| -------------------- | --- |
| Air Canada Express   | Toronto–Pearson |
| Alaska Airlines      | Seattle/Tacoma |
| Allegiant Air        | Cincinnati Estacional: Columbus–Rickenbacker, Indianápolis, Louisville |
| American Airlines    | Charlotte, Dallas-Fort Worth, Filadelfia, Miami Estacional: Chicago-O'Hare, Washington–National |
| American Eagle       | Charlotte, Chicago-O'Hare, Filadelfia, Miami, Nueva York-LaGuardia, Washington-Nacional Estacional: Dallas-Fort Worth |
| Avelo Airlines       | Estacional: New Haven |
| BermudAir            | Bermudas (finaliza el 27 de octubre de 2025) |
| Breeze Airways       | Akron/Canton, Albany, Cincinnati, Columbus-Glenn, Fort Myers, Hartford, Long Island/Islip, Louisville, Mánchester (NH), New Haven, Norfolk, Nueva Orleans, Orlando, Pittsburgh, Portland (ME), Providence, Richmond, Rochester (NY), Siracusa, Tampa, White Plains Estacional: Burlington (VT), Los Ángeles, West Palm Beach |
| Delta Air Lines      | Atlanta, Boston, Mineápolis/St. Paul, Nueva York-LaGuardia Estacional: Detroit |
| Delta Connection     | Boston, Detroit, Nueva York-JFK, Nueva York-LaGuardia |
| Frontier Airlines    | Dallas/Fort Worth (inicia el 9 de octubre de 2025) Estacional: Filadelfia |
| JetBlue Airways      | Boston, Fort Lauderdale, Nueva York-JFK |
| Southwest Airlines   | Baltimore, Chicago-Midway, Dallas-Love, Denver, Houston-Hobby, Nashville Estacional: Austin, Kansas City, San Luis |
| Spirit Airlines      | Baltimore, Boston, Detroit, Fort Lauderdale, Las Vegas, Newark, Nueva York-LaGuardia |
| Sun Country Airlines | Estacional: Mineápolis/St. Paul |
| United Airlines      | Chicago-O'Hare, Denver, Newark, Washington-Dulles Estacional: Houston-Intercontinental |
| United Express       | Chicago-O'Hare, Houston-Intercontinental, Newark, Washington-Dulles |

### Carga
| Aerolíneas              | Destinos                                                          |
| ----------------------- | ----------------------------------------------------------------- |
| Atlas Air               | Anchorage, Everett, Miami, Nagoya, Taranto, Wichita–McConnell AFB |
| FedEx Express           | Greensboro, Memphis, Nashville                                    |
| FedEx Feeder            | Memphis                                                           |
| Western Global Airlines | Fort Myers                                                        |

### Destinos internacionales
Se ofrece servicio a 2 destinos internacionales, a cargo de 2 aerolíneas.
| Ciudades                                  | Nombre del aeropuerto                    | Aerolíneas                                    |              |              |              |
| Norteamérica                              | Norteamérica                             | Norteamérica                                  | Norteamérica | Norteamérica | Norteamérica |
| ----------------------------------------- | ---------------------------------------- | --------------------------------------------- | ------------ | ------------ | ------------ |
| Canadá (1 destino, 1 aerolínea)           |                                          |                                               |              |              |              |
| Toronto                                   | Aeropuerto Internacional Toronto Pearson | Air Canada Express                            |              |              |              |
| Centroamérica y El Caribe                 |                                          |                                               |              |              |              |
| Bermudas (1 destino, 1 aerolínea)         |                                          |                                               |              |              |              |
| Hamilton                                  | Aeropuerto Internacional L.F. Wade       | BermudAir (finaliza el 27 de octubre de 2025) |              |              |              |
| Total: 2 destinos, 2 países, 2 aerolíneas |                                          |                                               |              |              |              |

## Estadísticas

### Tráfico anual

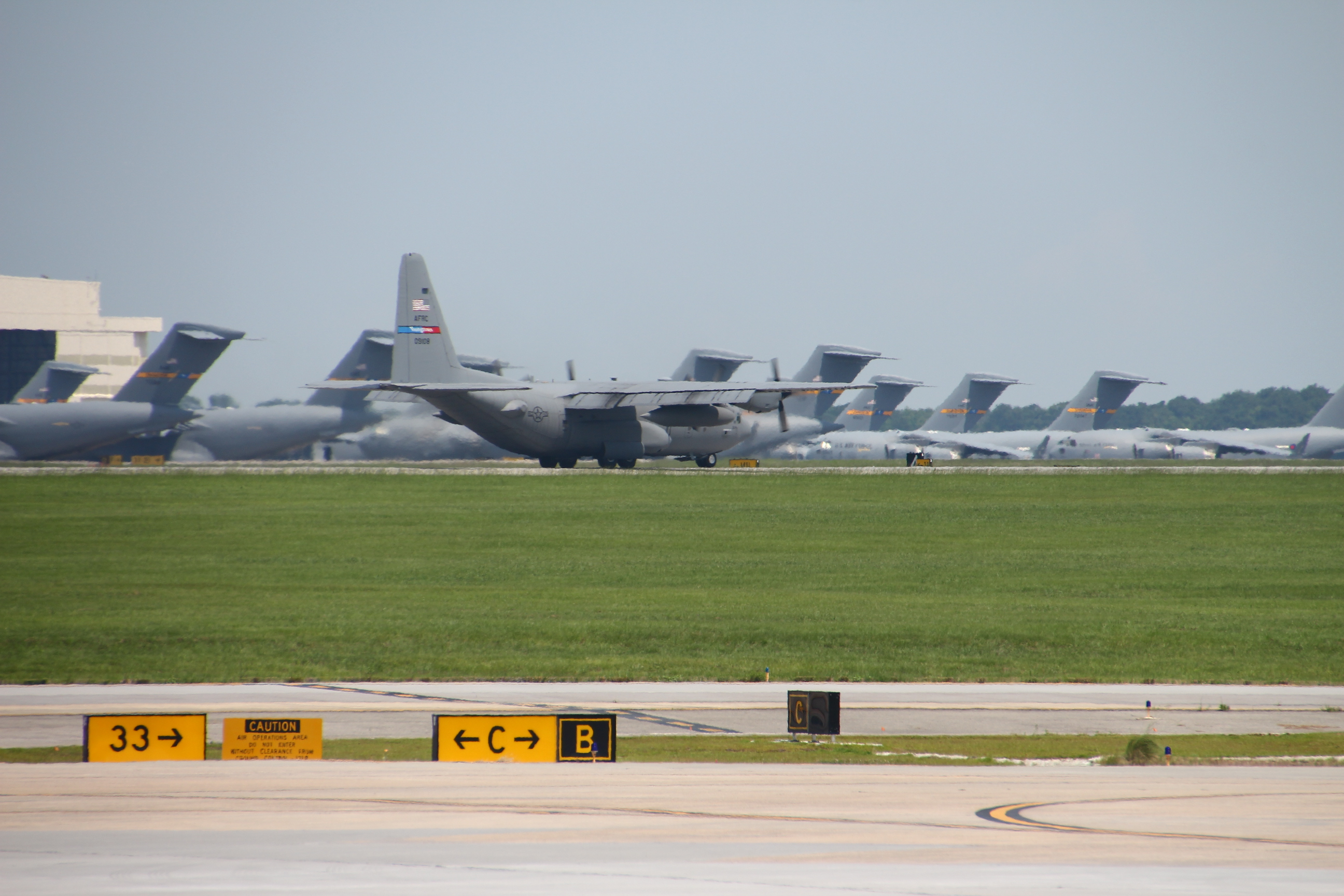
Vista de Charleston Field, una base de la Fuerza Aérea de Estados Unidos

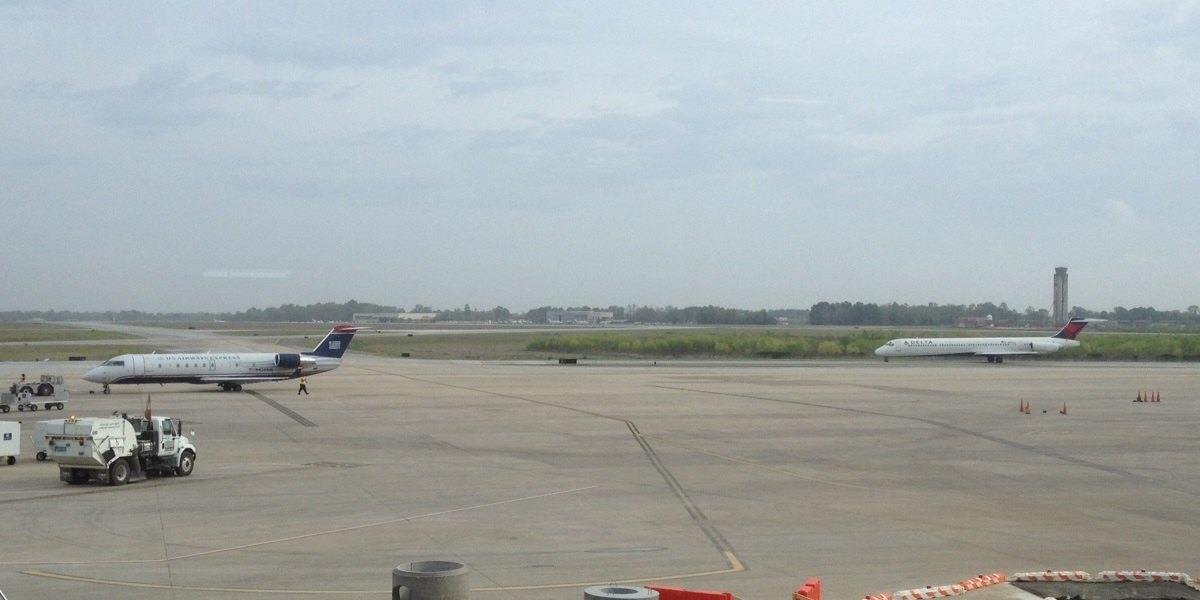
Vista del aeródromo desde la terminal de pasajeros.

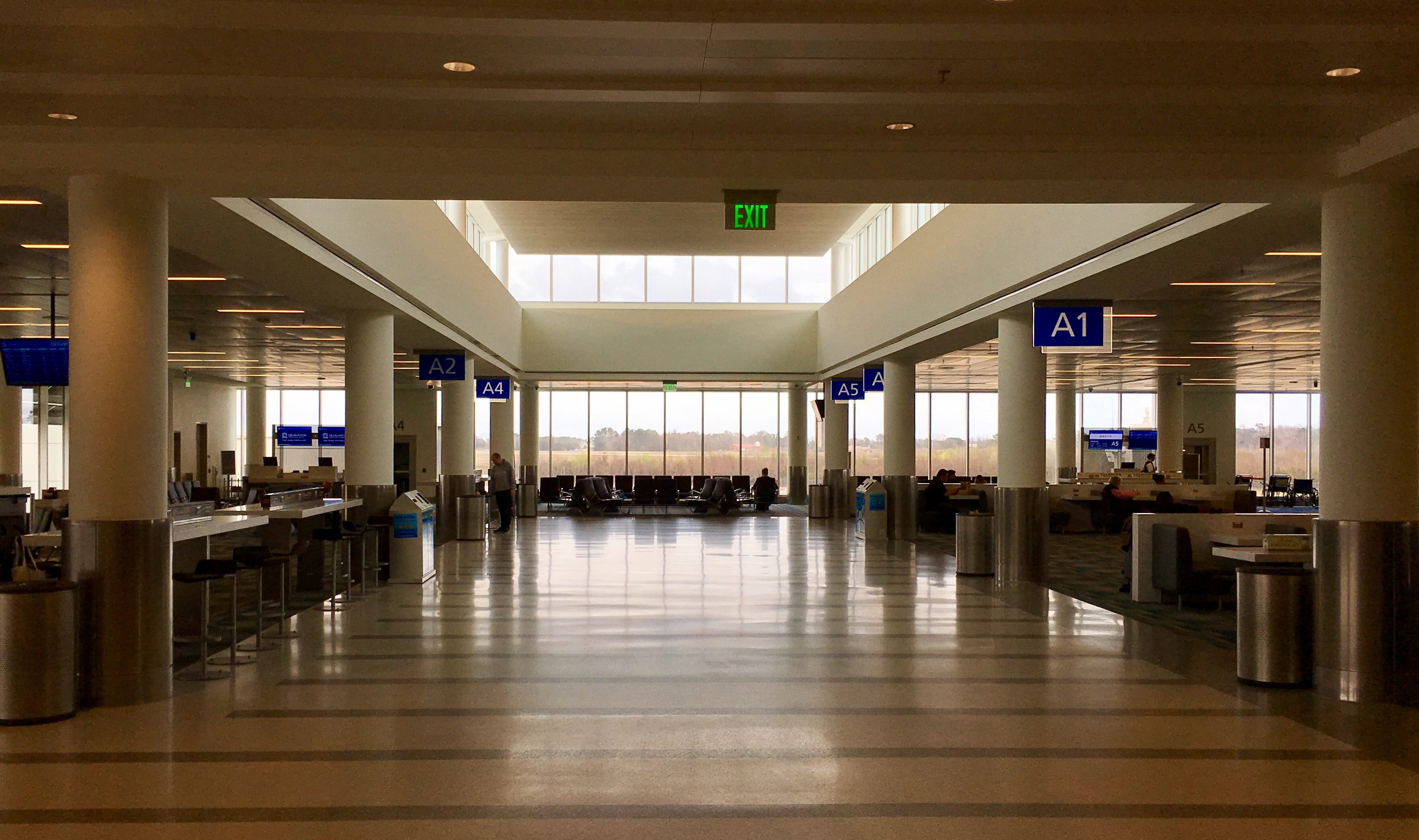
Interior de la Sala A.

| Año  | Pasajeros | Año  | Pasajeros | Año  | Pasajeros |
| ---- | --------- | ---- | --------- | ---- | --------- |
| 2003 | 1,616,255 | 2013 | 2,913,265 | 2023 | 6,153,540 |
| 2004 | 1,828,597 | 2014 | 3,131,072 | 2024 | 6,295,439 |
| 2005 | 2,143,105 | 2015 | 3,415,952 | 2025 |           |
| 2006 | 1,877,631 | 2016 | 3,708,133 | 2026 |           |
| 2007 | 2,275,541 | 2017 | 3,987,427 | 2027 |           |
| 2008 | 2,334,219 | 2018 | 4,470,239 | 2028 |           |
| 2009 | 2,190,251 | 2019 | 4,871,062 | 2029 |           |
| 2010 | 2,021,328 | 2020 | 1,952,271 | 2030 |           |
| 2011 | 2,520,829 | 2021 | 4,181,588 | 2031 |           |